# Rupert England

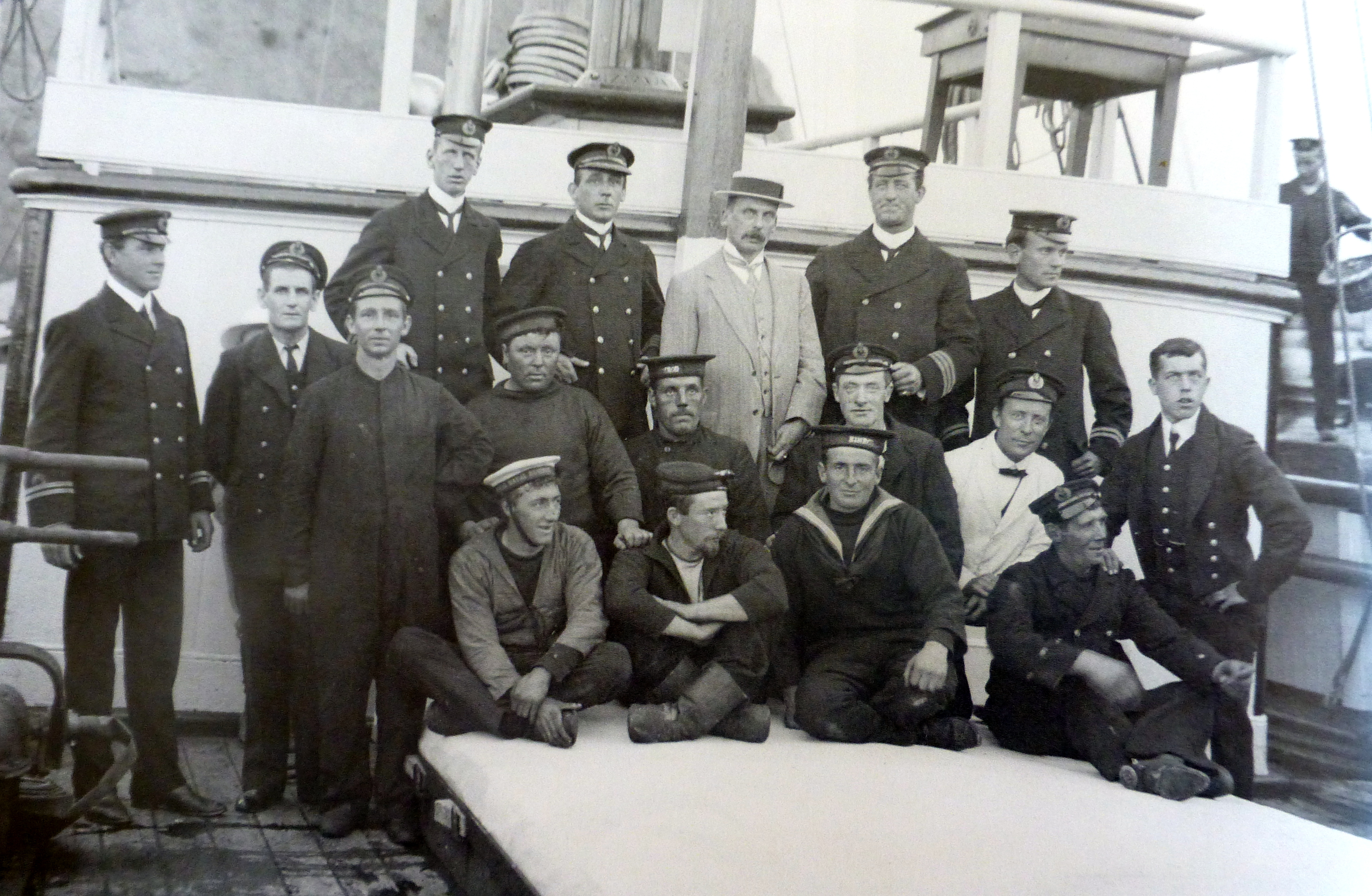
Rupert England (hintere Reihe, Zweiter von links) an Bord der Nimrod im Jahr 1907

Rupert George Alexander England (* 8. Januar 1878 in Warthill, Yorkshire; † 1. November 1942 in Hildenborough, Kent) war ein britischer Kapitän und Antarktisreisender.

## Leben
England war der Sohn eines Pfarrers. Er besuchte die Hull Grammar School und ging danach zur britischen Handelsmarine, bei der er bis in den Rang eines Lieutenant Commander aufstieg und für die Wilson Line tätig war.
Seine erste Begegnung mit der Antarktis hatte England als Erster Offizier der Morning unter Kapitän William Colbeck (1871–1930), eines der beiden Schiffe bei der erfolgreichen Rettung der Discovery-Expedition (1901–1904) des britischen Polarforschers Robert Falcon Scott. Durch diese Vorerfahrung empfahl er sich als Kapitän der Nimrod bei der Nimrod-Expedition (1907–1909) des britischen Polarforschers Ernest Shackleton. England geriet wegen seines übervorsichtigen Verhaltens bei der Anlandung am Kap Royds auf der Ross-Insel im Frühjahr 1908 mit Shackleton in Konflikt, so dass der Expeditionsleiter ihn nach der Rückkehr Englands ins neuseeländische Lyttelton im März 1908 durch Frederick Pryce Evans ersetzen ließ. Für seine Verdienste erhielt England dennoch die bronzene Ausfertigung der Polar Medal.
Im April 1908 heiratete England eine junge Frau aus Christchurch und kehrte mit ihr nach England zurück, wo er fortan an Land tätig war. England diente im Ersten Weltkrieg im Rang eines Lieutenant Commander bei der Royal Naval Reserve. Er war am 17. Januar 1929 beim ersten Treffen des Antarctic Club zugegen, dessen Präsident er von 1933 bis 1934 wurde. England starb 1942 im Alter von 64 Jahren.
England ist in der Antarktis Namensgeber für den Mount England und den England Ridge.